# Колін Гроувс
Колін Гроувс (англ. Colin Groves; 24 червня 1942 — 30 листопада 2017) — австралійський учений, професор Австралійського національного університету в Канберрі.

## Біографія
Колін Гроувс народився в Англії. У 1963 році отримав ступінь бакалавра в Університетському коледжі Лондона, а в 1966 році — диплом доктора філософії. Аспірантура тривала в Лос-Анджелесі, коледжі королеви Єлизавети Кембриджського університету. У 1974 році емігрував до Австралії і став викладачем в Австралійському національному університеті.
Наукові інтереси Коліна Гроувса зосереджені в області еволюції людини, приматів, ссавців, їх систематиці, аналізі скелета, біологічної антропології, етнобіології і біогеографії. Протягом багатьох років він проводив польові дослідження в Кенії, Танзанії, Руанді, Індії, Ірані, Китаї, Індонезії, Шрі-Ланці та Демократичній Республіці Конго.
Спільно з чеським біологом Вратиславом Мазаком в 1975 році Гроувс описав вид Homo ergaster. Колін Гроувс є автором «Таксономії приматів» («Primate Taxonomy», Smithsonian Institution Press, 2001) і «Таксономії копитних» (Johns Hopkins Press, 2011).